# Ch'io mi scordi di te?
Ch'io mi scordi di te? ... Non temer, amato bene (en italiano, ¿Que yo te olvide?... No temas, mi bien amado), K. 505, es un aria de concierto para soprano, piano obbligato y orquesta compuesta por Wolfgang Amadeus Mozart en Viena en 1786. Esta aria está considerada como una de sus mejores composiciones en este género.

## Historia
La escena (recitativo y rondó) fue compuesta originalmente en 1786, con una música y un texto diferentes para el recitativo, como un aria de inserción («Non più. Tutto ascoltai...Non temer, amato bene», KV 490), para el personaje de Idamante en una revisión que Mozart hizo de su ópera Idomeneo para una interpretación de la misma que se iba a llevar a cabo en Viena a cargo de músicos aficionados.
La obra fue escrita para Nancy Storace, probablemente para su concierto de despedida de Viena, que tuvo lugar el viernes 23 de febrero de 1787 en el Theater am Kärntnertor. Con toda probabilidad, fue el propio Mozart quien interpretó la parte de piano obbligato (el KV 490 tiene un violín obbligato). El texto del aria es obra de Giambattista Varesco, pero los versos del recitativo parecen ser de Lorenzo Da Ponte.
Mozart inscribió la obra en su catálogo el día 27 de diciembre de 1786, con esta indicación: «para M[ademoise]lle Storace y para mí». Mozart interpretó nuevamente esta composición con Josepha Duschek el 12 de mayo de 1789, en el Gewandhaussaal de Leipzig, en el trascurso de su viaje a Berlín. El autógrafo de Mozart, fechado el 26 de diciembre de 1786, se creyó perdido desde 1945, pero en la actualidad se halla en la biblioteca de la Universidad de Cracovia.

## Análisis musical

### Instrumentación
La obra está escrita para dos clarinetes, dos fagotes, dos trompas, cuerdas, soprano y piano.

### Estructura
La obra consta de dos secciones: el recitativo, de veintisiete compases de extensión, en sol menor («Ch'io mi scordi di te ?»), y el aria en sí misma, de doscientos diecinueve compases, un rondó en mi bemol mayor («Non temer, amato bene»). Su interpretación suele durar aproximadamente diez minutos.
La obra se inicia con las cuerdas solas, seguida de una alternancia con la soprano solista. Después de las primeras frases introductorias, el tempo se hace un poco más rápido y riguroso, pero pronto vuelve a la velocidad del principio, siendo ahora la voz acompañada por la cuerda. A continuación, se produce la introducción por parte de los vientos de una modulación a mi bemol mayor, punto en el que hace su entrada el piano, con un brillante pasaje ascendente que introduce el tema del comienzo del rondó. Entonces, entra de nuevo la soprano, con un acompañamiento más prominente del piano, que es intercalado con pasajes solistas. A lo largo de todo el rondó hay una cantidad considerable de coloratura y notas sostenidas. De repente, se produce un cambio en el tempo introducido por el piano en rápidas escalas; de esta forma, comienza un breve pasaje en el que el piano solo acompaña la orquesta. Aquí, aparece un tema nuevo, el cual es repetido y, después de otro momento de intensidad, introducido de nuevo pero, en esta ocasión, sobre la palabra perchè (‘por qué’) que canta la soprano. Seguidamente, aparece un pasaje en modo menor, ejecutado únicamente por el piano y la soprano. Sin embargo, al poco, los vientos y el piano conducen de nuevo al modo mayor, punto en el que se repite el rondó inicial. Continúa habiendo aquí una intensa coloratura en la soprano, que culmina en dos notas agudas que llevan a un trino, tras del cual se alcanza el apoteósico final, acompañada por arpegios en el piano.

## Libreto
| Idamante: | |
| Ch'io mi scordi di te? Che a lui mi doni puoi consigliarmi? E puoi voler che in vita? Ah no! Sarebbe il viver mio di morte assai peggior. Venga la morte, intrepida l'attendo. Ma, ch'io possa struggermi ad altra face, ad altr'oggetto donar gl'affeti miei, come tentarlo? Ah, di dolor morrei! Non temer, amato bene, per te sempre il cor sarà. Più non reggo a tante pene, l’alma mia mancando va. Tu sospiri? O duol funesto! Pensa almen, che istante è questo! Non mi posso, oh Dio! spiegar. Stelle barbare, stelle spietate, perchè mai tanto rigor? Alme belle, che vedete le mie pene in tal momento, dite voi, s’egual tormento può soffrir un fido cor? | ¿Que yo te olvide? ¿Que a él me entregue puedes aconsejarme? ¿Y qué más puedo yo querer en esta vida? ¡Ah no! Sería el vivir mío que la muerte aún peor. Que venga la muerte, la espero intrépido. Pero, ¿cómo puedo yo esperar quemarme en otra llama, prodigar mis afectos en otra? ¡Ah, de dolor muero! No temas, mi bien amado, tuyo siempre mi corazón será. No puedo aguantar más tantas penas, mi alma me falta. ¿Tú suspiras? ¡Oh dolor funesto! ¡Piensa al menos qué instante es este! No puedo, ¡oh Dios!, expresarme. Estrellas bárbaras, estrellas impías, ¿por qué tanto rigor? Almas bellas, que contempláis mis penas en este momento, decid, si igual tormento puede sufrir un fiel corazón |